# استیو باکلی (بازیکن فوتبال)
استیو باکلی (انگلیسی: Steve Buckley؛ زادهٔ ۱۶ اکتبر ۱۹۵۳) بازیکن فوتبال اهل بریتانیا است.
از باشگاه‌هایی که در آن بازی کرده‌است می‌توان به باشگاه فوتبال برتون آلبیون، باشگاه فوتبال دربی کانتی، باشگاه فوتبال بوروواش ویکتوریا، باشگاه فوتبال لوتون تاون، باشگاه فوتبال لینکولن سیتی، و باشگاه فوتبال بوستون یونایتد اشاره کرد.